# Lex Hives
 (septembre 2023).
Albums de The Hives
The Black and White Album
(2007) The Death Of Randy Fitzsimmons
(2023)
Singles
1. Go Right Ahead
Sortie : 3 avril 2012
2. Wait A Minute
Sortie : Août 2012

Lex Hives est le cinquième album du groupe suédois de garage rock The Hives, publié à partir du 1er juin 2012 par Disques Hives. Il s'agit en effet d'un album qu'ils ont entièrement produit. Andrew Schepes, ayant déjà collaboré avec les Red Hot Chili Peppers et Adele s'est occupé du mixage audio. L'album contient deux pistes bonus, High School Schuffle et Insane mixés par Dave Sardy et Joe Zook. High School Schuffle est une reprise du groupe suédois Alex Carole and The Crush et Insane est une chanson des Dragtones, le deuxième groupe de Vigilante Carlestroem.
Bien que leur dernier album fut produit par Interscope Records, le groupe n'a souhaité poursuivre l'aventure avec le label d'Universal pour ce cinquième opus. Quant à savoir pourquoi il a fallu cinq ans pour cet album, Vigilante Carlestroem affirme dans une interview donnée au journal Sud Ouest « [qu'ils ont] passé du temps sur la route, et [qu'ils ont] beaucoup bossé pour Lex Hives. On prend plus de temps pour faire des disques vraiment aboutis. » Et ce d'autant plus lorsqu'un groupe de cinq musiciens produit lui-même son propre album, cela prend toujours du temps pour parvenir à un consensus rajoute HPA dans le LA Times.

## Liste des chansons
Toute la musique est composée par Randy Fitzsimmons, à l'exception des chansons 13 et 14.
| No  | Titre                                  | Durée |
| --- | -------------------------------------- | ----- |
| 1.  | Come On!                               | 1:09  |
| 2.  | Go Right Ahead                         | 3:06  |
| 3.  | 1000 Answers                           | 2:07  |
| 4.  | I Want More                            | 2:52  |
| 5.  | Wait a Minute                          | 3:02  |
| 6.  | Patrolling Days                        | 4:01  |
| 7.  | Take Back the Toys                     | 2:54  |
| 8.  | Without the Money                      | 1:54  |
| 9.  | These Spectacles Reveal the Nostalgics | 1:57  |
| 10. | My Time is Coming                      | 2:34  |
| 11. | If I Had a Cent                        | 2:01  |
| 12. | Midnight Shifter                       | 3:37  |
| 13. | High School Shuffle (bonus)            | 3:03  |
| 14. | Insane (bonus)                         | 2:47  |

## Réception
- « Un nouveau concentré de rock’n’roll pur qui reproduit la formule gagnante des précédents albums. », Metro

- « Lex Hives séduit. De quoi donner du baume au cœur à leurs nombreux admirateurs et aux multiples groupes qui se sont inspirés de leur registre. », Le Figaro

- « Le disque sonne, comme toujours, très direct et évident. », Sud Ouest

L'album dès sa sortie en France entre dans le top 50. Schéma assez similaire en Suède, l'album entre dans le top 10 dès sa sortie, et affiche une troisième semaine consécutive dans le top 50.

## Musiciens
The Hives
- Howlin' Pelle Almqvist - Chant
- Nicholaus Arson - Guitare
- Vigilante Carlstroem – Guitare
- Dr. Matt Destruction – Basse
- Chris Dangerous – Batterie

Musiciens supplémentaires
- Gustav Bendt - saxophone
- Per Ruskträsk Johansson - saxophone
- Jonas Kullhammar - saxophone
- Henrik Alsér - ingénieur
- Michael Ilbert - ingénieur
- Karl Larsson - ingénieur
- Dagge Lundquist - ingénieur
- Johan Gustavsson - ingénieur
- Kalle Gustavsson - ingénieur
- Justin Smith - ingénieur
- Janne Hansson - ingénieur
- Linn Fijal - ingénieur assistant
- Jeff Lynne - compositeur
- Andrew Scheps - mixage audio
- Joe Zook - mixage audio